# Antífanes de Berga
Antífanes de Berga (en griego antiguo: Ἀντιφάνης ὁ Βεργαῖος, romanizado: Antiphánēs ho Bergâios; Berga, siglo IV a. C. - ...) fue un escritor griego antiguo.

## Biografía
Procedente de Berga, en Tracia, se supone que Antífanes estuvo activo en la generación siguiente a la de Platón, ya que una anécdota de Plutarco lo menciona como contemporáneo de un alumno del filósofo ateniense. Debió vivir, por tanto, entre los siglos V y III a. C. como prueba también el hecho de que sea mencionado por Alexis de Turios, contemporáneo de Menandro.

## Obras
Antífanes fue el autor de Apista (Cosas increíbles), una obra decididamente tendente a la paradoxografía: no obstante, se consideraba que escribía con la intención declarada de hacer creer que lo que contaba era verdad, «mentía como los charlatanes». Estrabón lo apodaba el «Bergeo». Según Polibio Eratóstenes calificó a Evémero de Mesene de «bergeo», epíteto que pasó a significar «mentiroso». Un ejemplo era la historia de una ciudad tan fría que la voz emitida se congelaba y solo cuando el hielo se derretía podía volver a oírse.

De esta impostura derivó, en el uso común, el verbo bergaízein, utilizado con el sentido de contar «cuentos fantásticos» y el uso de cuentos antifanesianos en Luciano de Samosata como modelo para su Historia verdadera.
Otra obra que se le atribuye es el opúsculo Sobre el éter, del que se conservan cuatro fragmentos.